# Nathan Jones (wrestler)
Nathan Jones (ur. 21 sierpnia 1970 w Gold Coast) – australijski aktor, trójboista siłowy, strongman i zawodnik wrestlingu. Mistrz Australii Strongman w 1995.

## Życiorys

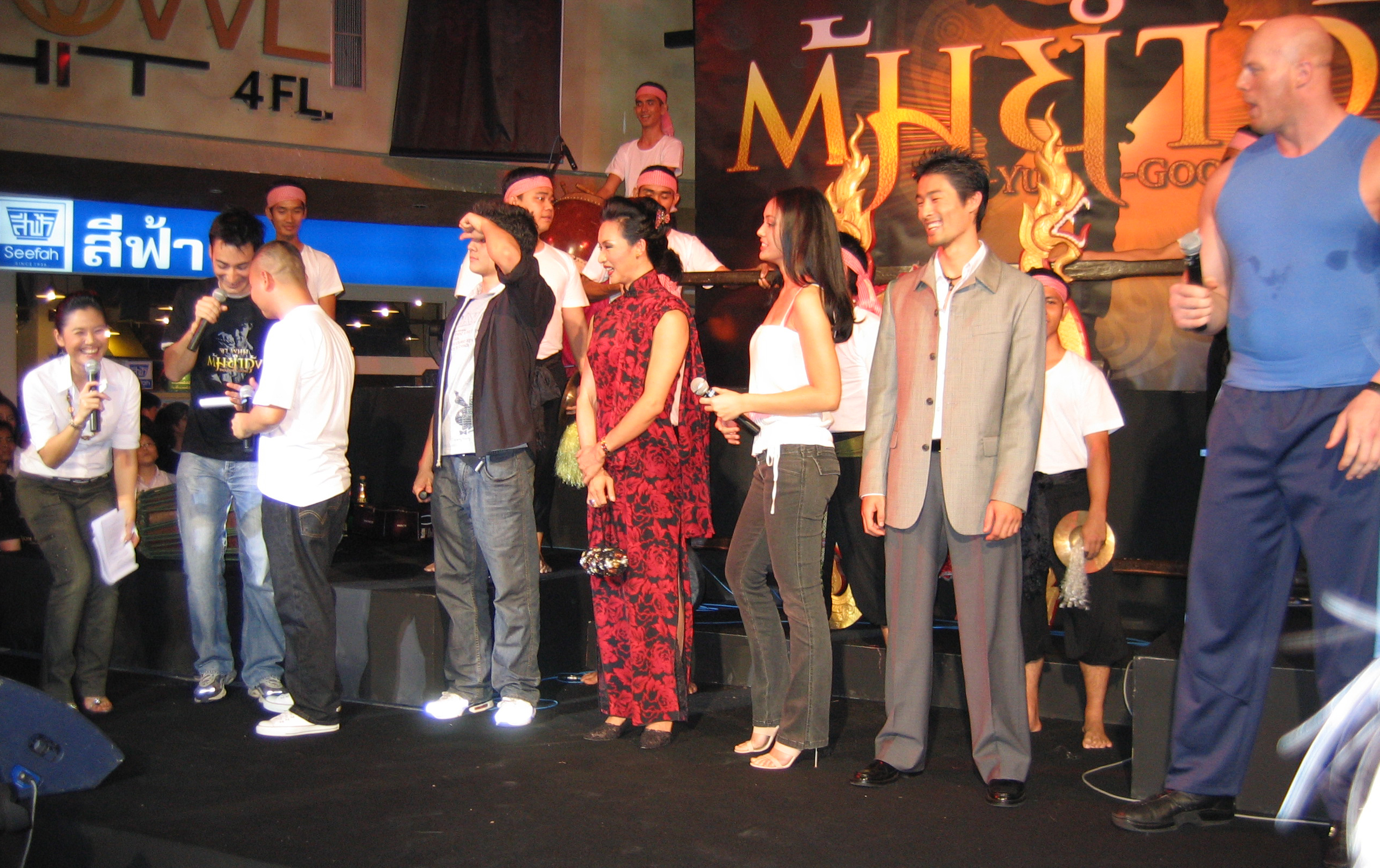
Nathan Jones (pierwszy z prawej), podczas konferencji prasowej filmu Tom-Yum-Goong (2005)

Nathan Jones, zanim zrobił karierę jako wrestler, został skazany na 16 lat więzienia w zakładzie karnym Boggo Road Gaol, umiejscowionym w okolicy Brisbane. Powodem skazania było osiem napadów z bronią, których dokonał w latach 1985–1987, w tym dwóch w stanie Tasmania. Był, w tym czasie, najbardziej poszukiwanym przestępcą Australii. Ostatecznie odbył wyrok siedmiu lat w więzieniu o najwyższym stopniu bezpieczeństwa, gdzie rozpoczął treningi w trójbóju siłowym. Po krótkim czasie zdobył tytuł Mistrza Australii w Trójbóju Siłowym.
Następnie przeszedł do sportu strongman, w którym dzięki swemu gigantycznemu wzrostowi uzyskał pseudonim Megaman. Zdobył tytuł Mistrza Australii Strongman (biceps 58,5 cm, klatka piersiowa 147 cm).
Wziął udział dwukrotnie w indywidualnych Mistrzostwach Świata Strongman, w latach 1995 i 1996. W rundach kwalifikacyjnych Mistrzostw Świata Strongman 1995, doznał poważnej kontuzji po której musiał wycofać się z zawodów. W trakcie wykonywania konkurencji siłowania na rękę z Magnusem Samuelssonem, Szwed złamał mu rękę. W Mistrzostwach Świata Strongman 1996 również nie zakwalifikował się do finału.
Pracował jako osobisty ochroniarz i w 2001 zaczął zawodowo uprawiać wrestling. Najbardziej znany jest z występu w WWE w latach 2002–2003. Choć w 2008 brał udział w pojedynkach rozgrywanych przez Total Nonstop Action Wrestling, jednak nie podpisał kontraktu.
8 września 2008 podczas porannego joggingu w stolicy Tajlandii, Bangkoku, został potrącony przez ciężarówkę z cementem, której kierowca uciekł swym pojazdem z miejsca wypadku.

## Osiągnięcia strongman
- 1995:
  - 1. miejsce – Mistrzostwa Australii Strongman
  - 5. miejsce – Mistrzostwa World Muscle Power

## Filmografia
| Rok  | Tytuł                                                                      | Rola                       | Reżyser                                                |
| ---- | -------------------------------------------------------------------------- | -------------------------- | ------------------------------------------------------ |
| 1996 | Jackie Chan: Pierwsze uderzenie (Ging chaat goo si 4: Ji gaan daan yam mo) | płatny morderca            | Stanley Tong                                           |
| 1997 | Doom Runners (TV)                                                          | Vike                       | Brendan Maher                                          |
| 2004 | Troja (Troy)                                                               | Boagrius                   | Wolfgang Petersen                                      |
| 2005 | Obrońca (Tom yum goong/ang. Defender)                                      | T.K.                       | Prachya Pinkaew                                        |
| 2006 | Nieustraszony (Huo yuanjia)                                                | Hercules O’Brien           | Ronny Yu                                               |
| 2007 | Potępiony (The Condemned)                                                  | Petr                       | Scott Wiper                                            |
| 2008 | Asterix na olimpiadzie (Astérix aux jeux olympiques)                       | Humungus                   | Frédéric Forestier, Thomas Langmann                    |
| 2008 | Somtum                                                                     | Barney Emerald             | Nonthakorn Thaweesuk (w napisach: Nonthakor Thaweesuk) |
| 2011 | Conan Barbarzyńca (Conan the Barbarian 3D)                                 | Akhun                      | Marcus Nispel                                          |
| 2014 | Farma Charliego (Charlie’s Farm)                                           | Charlie Wilson             | Chris Sun                                              |
| 2015 | Mad Max: Na drodze gniewu (Mad Max: Fury Road)                             | Rictus Erectus             | George Miller                                          |
| 2015 | Boologam                                                                   | Steven George              | N. Kalyanakrishnan                                     |
| 2016 | Po prostu walcz 3 (Never Back Down: No Surrender, wideo)                   | Caesar Braga               | Michael Jai White                                      |
| 2016 | A Flying Jatt                                                              | Raka                       | Remo                                                   |
| 2017 | Dzik (Boar)                                                                | Bernie                     | Chris Sun                                              |
| 2018 | Seryjny uwodziciel (In Like Flynn )                                        | Góra                       | Russell Mulcahy                                        |
| 2018 | Król Skorpion: Księga dusz ( )                                             | Enkidu                     | Don Michael Paul                                       |
| 2019 | Szybcy i wściekli: Hobbs i Shaw (Fast & Furious Presents: Hobbs & Shaw)    | pilot rosyjskiego myśliwca | David Leitch                                           |
| 2019 | Revenge of the Mask 2 (krótkometrażowy)                                    | Walter                     | Lance Kawas                                            |
| 2021 | Mortal Kombat                                                              | Reiko                      | Simon McQuoid                                          |
| 2022 | Pajęcza głowa (Spiderhead)                                                 | Rogan                      | Joseph Kosinski                                        |
| 2024 | Ricky Stanicky                                                             | Big Ben                    | Peter Farrelly                                         |